# Polizeiruf 110: Vor aller Augen
Vor aller Augen ist ein deutscher Kriminalfilm von Bernd Böhlich aus dem Jahr 2013. Es ist die 335. Folge innerhalb der Filmreihe Polizeiruf 110 und der vierte Fall für Hauptkommissarin Olga Lenski, der Hauptmeister Horst Krause in seinem 21. Fall zur Seite steht.

## Handlung
Kriminalhauptkommissarin Olga Lenski und Polizeihauptmeister Horst Krause werden zu einem Vorfall gerufen. Die Geschäftsführerin der Bootswerft Stolze wurde nackt mit einem Zuckerschock im Hotel eines Vergnügungsparks gefunden und in die Klinik gebracht. Der behandelnde Arzt hält es für unwahrscheinlich, dass die hochgradig zuckerkranke Michaela Stolze vergessen hat, ihr Insulin zu spritzen. So haben nun Lenski und Krause zu klären, ob möglicherweise ein Tötungsversuch vorliegt. Michaela Stolze hatte in dem Vergnügungspark eine Betriebsfeier gegeben, daher waren entsprechend viele Personen zugegen. Lenski erfährt, dass es in der Firma Probleme gibt und das Betriebsklima entsprechend angespannt ist. Insbesondere Werftleiter Jens Petzold ist unzufrieden. Er war zusammen mit seiner Frau und seinem Sohn bei der Feier, die sie aber aufgrund der Arbeitssituation nicht richtig genießen konnten. Lenski versucht, Hinweise auf mögliche Feinde zu finden, und will sich in der Wohnung von Michaela Stolze umsehen. Als sie dort auf Ludwig Stolze, den mürrischen Vater trifft, gibt dieser offen zu, seine Tochter nicht zu mögen. Sie hat ihn sehr enttäuscht und führt seine Firma nicht so, wie es ein guter Unternehmer tun sollte. In wenigen Monaten hat sie die Werft fast in den Konkurs getrieben.
Aufgrund von Krauses Untersuchungen stellt sich heraus, dass Petzolds Sohn der Chefin seines Vaters nur einen Streich spielen wollte. Er wusste, dass sie seinen Vater sehr schlecht behandelte und dieser deshalb stets unter Druck stand, was sich dann auch bei seiner Familie auswirkte. Deshalb hatte Andreas den Bademantel von Michaela Stolze versteckt, als diese zu einem morgendlichen Bad zum See ging, der zum Vergnügungspark gehört. Er konnte nicht ahnen, dass ihr dadurch die Insulinspritzen nicht zur Verfügung standen und sie entsprechend in Unterversorgung geriet und zusammenbrach.
Der Fall scheint geklärt, doch ereignet sich nun im Krankenhaus ein weiterer Zwischenfall. In die Infusion von Michaela Stolze hat ein Unbekannter eine giftige Substanz beigemischt. Die Kriminaltechniker finden heraus, dass es sich dabei um handelsübliche Lack-Verdünnung handelt. Damit ist es nun doch ein versuchter Mord. Lenski verdächtigt zunächst Ludwig Stolze, da er sie als einziger im Krankenhaus besucht hatte. Doch auch jeder andere aus der Werft könnte dahinterstecken. Lenski lässt die gesamte Belegschaft antreten und bemerkt schnell die Spannung, die zwischen den Mitarbeitern herrscht. Neben Jens Petzold macht sich auch der Konstrukteur Gisbert Franke verdächtig, der romantische Gefühle für seine Arbeitgeberin hegt, aber von ihr zurückgewiesen wurde. Krause sammelt inzwischen diverse Proben an Verdünnung, die in der Werft verwendet wird, um sie untersuchen zu lassen. Da auch Faserspuren an der Infusionsflasche gefunden wurden, kann eindeutig die Sekretärin Petra Weingart überführt werden. Sie musste befürchten, von einer jüngeren und besser ausgebildeteren Sekretärin abgelöst zu werden, die der heutigen Zeit besser gewachsen war als sie. Wortlos lässt sich Petra Weingart zum Polizeiwagen bringen und festnehmen.

## Hintergrund
Vor aller Augen wurde in der Templiner Westernstadt, in Beelitz und Gröben gedreht und am 5. Mai 2013 in der ARD erstgesendet.
Die Audiodeskription des Films wurde von Uta Maria Torp gesprochen und 2014 für den deutschen Hörfilmpreis in der Kategorie Kino nominiert.
Sven Lehmann (Jens Petzold) und Otto Sander (Ludwig Stolze) sind in diesem Polizeiruf in ihren letzten Rollen zu sehen. Beide Schauspieler verstarben 2013.

## Rezeption

### Einschaltquote
Die Erstausstrahlung von Vor aller Augen am 5. Mai 2013 wurde in Deutschland insgesamt von 7,48 Millionen Zuschauern gesehen und erreichte einen Marktanteil von 22,8 Prozent für Das Erste.

### Kritik
Rainer Tittelbach von tittelbach.tv meint zu diesem Krimi: „Der zehnte ‚Polizeiruf 110‘ des zweifachen Grimme-Preisträgers Bernd Böhlich ist eine ruhige, intensive und atmosphärische Verlierer-Ballade über Zukunftsängste, Strukturwandel und Gewinnstreben. ‚Vor allen Augen‘ lebt nicht so sehr von der Spannung. Beeindruckend die Bildsprache, die Atmosphäre, die Landschaft. Stark der Auftritt von Otto Sander und mittlerweile wunderbar eingespielt – Maria Simon und Horst Krause als Ermittlerduo.“ Und er findet: „Böhlichs Stil mag nicht jeder, er ist für einen Krimi eher ungewöhnlich. Gerade das gibt ihm etwas Eigenes und macht ihn sehenswert.“
Bei Spiegel online schreibt Christian Buß: „Mitarbeitermotivation, ein schreckliches Wort. Und oftmals nur ein Euphemismus, der Führungskräften auf Seminaren für die Aufgabe an die Hand gegeben wird, ihre Untergebenen auf ganz unangenehme Tätigkeiten vorzubereiten. Im neuen ‚Polizeiruf‘ aus den Abgründen des Brandenburger Mittelstands wird diese Technik nun auf die Spitze getrieben. Folter inklusive. […] Es geht also um die Sanierungswut der Jungen und das Beharren der Alten: Bernd Böhlich, einer der wenigen Regisseure, der auch schon zu DDR-Zeiten ‚Polizeirufe‘ gedreht hat und noch immer erfolgreich für Kino und Fernsehen arbeitet, zeichnet nach seinem Messerwerfer-Intro unaufgeregt und konkret die Überforderungen im Werftbetrieb nach.“
Die Kritiker der Fernsehzeitschrift TV Spielfilm vergaben die bestmögliche Wertung (Daumen nach oben) und schrieben: „Klug gebauter, bildstarker Krimi über Strukturwandel und Zukunftsängste.“ Als Fazit zogen sie: „Topmimen in bitterem Wendeverliererdrama“.